# Spittl

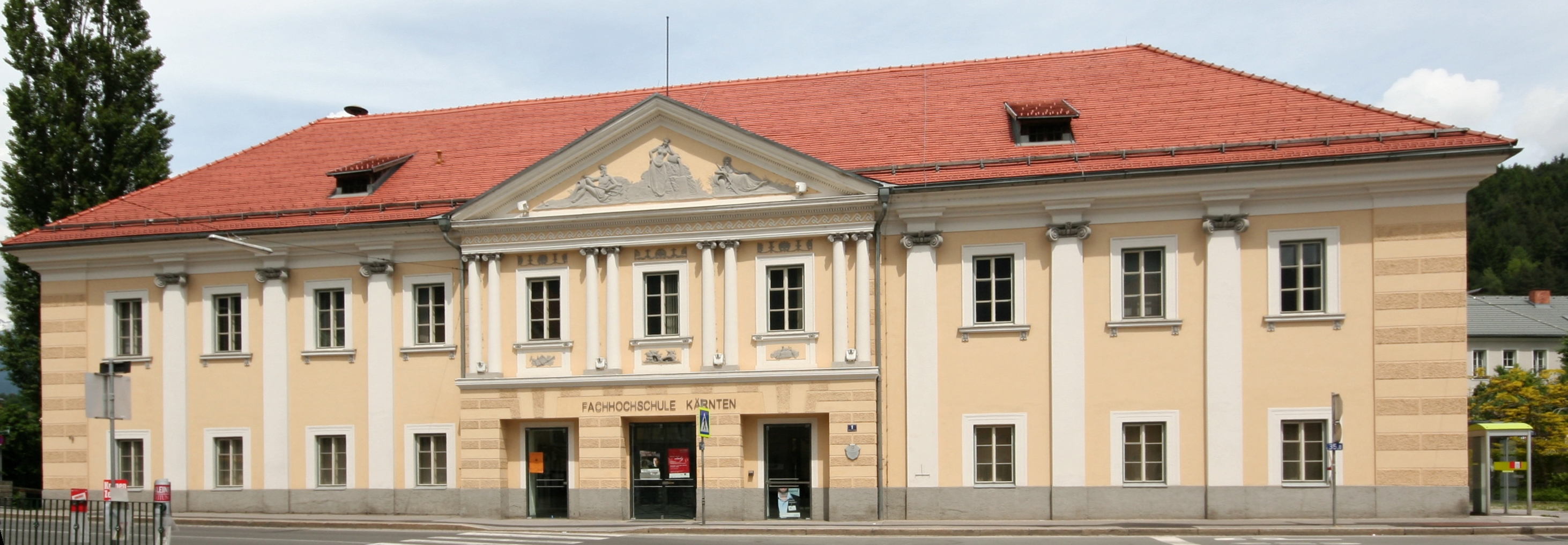
Das Spittl in Spittal an der Drau

Das sogenannte Spittl am linken Ufer der Lieser in Spittal an der Drau ist heute ein Standort der Fachhochschule Kärnten.

## Geschichte
Der Bau wurde um 1530 als Ersatz für das Hospiz der Ortenburger neben der Pfarrkirche unter Gabriel von Salamanca errichtet. 1580 erfolgte eine Vergrößerung der Anlage. 1797 vernichtete ein Brand die Spitalskapelle und Teile des Spittls. Erst 1843 stellten Josef und Konstantia Jackl das Gebäude wieder her. Brandschäden von 1849 wurden 1850/1852 behoben. In der Folge diente das Gebäude als Bezirksgericht, Volksschule und Kaserne.

## Baubeschreibung
Die Südfassade mit klassizistischer Dreiecksgiebel von 1843 wurde 1952/1953 wegen einer Straßenverbreiterung um 3,50 Meter zurückversetzt. Der dreiachsige Mittelrisalit mit vier Doppelhalbsäulen besitzt im Giebel 1843 datierte figürliche Stuckarbeiten. Zu sehen sind eine weibliche und zwei männliche Figuren mit Anker und Spaten. Diese sollen die allegorischen Flussgestalten Rhein, Rhone und Tessin mit den Symbolen für Bergbau, Handwerk und Handel darstellen. Aufgrund der örtlichen Gegebenheiten könnte es sich auch um die Flüsse Drau, Lieser und Möll handeln. Die Fensterparapete im Mittelrisalit sind figürlich ausgestaltet.
Die vierflügelige Anlage umschließt einen zweigeschoßigen Arkadenhof mit toskanischen Säulchen. Der Hof entstand im 16. Jahrhundert, wahrscheinlich unter Mitverwendung älterer Bauteile. Die gegen Norden gerichtete Arkadenwand auf Pfeilern besitzt vorgeblendete Spitzbögen. 1998 erfolgte ein Umbau und die Adaptierung zu einer Fachhochschule nach Plänen des Architekten Herbert Missoni mit umfangreichem Dachausbau, modernem Stiegenhaus im Innenhof, Überdachung des großen Hofes und der Wiedereröffnung der an der Ost-, West- und Südseite 1947 zugemauerten Hofarkaden.